# Bolostromoides
Bolostromoides is een geslacht van spinnen uit de familie Cyrtaucheniidae.

## Soorten
Het geslacht kent de volgende soort:
- Bolostromoides summorum Schiapelli & Gerschman, 1945